# Fiat 128 Moretti Roadster
La Moretti 128 Roadster è un'automobile targa con tetto asportabile (rigido, in due pezzi) presentata dalla Moretti al Salone dell'automobile di Torino del 1969.

## Descrizione
Il carrozziere torinese fu il primo a produrre una vettura aperta sulla base della Fiat 128, utilizzando il classico motore da 1.100 cm³.

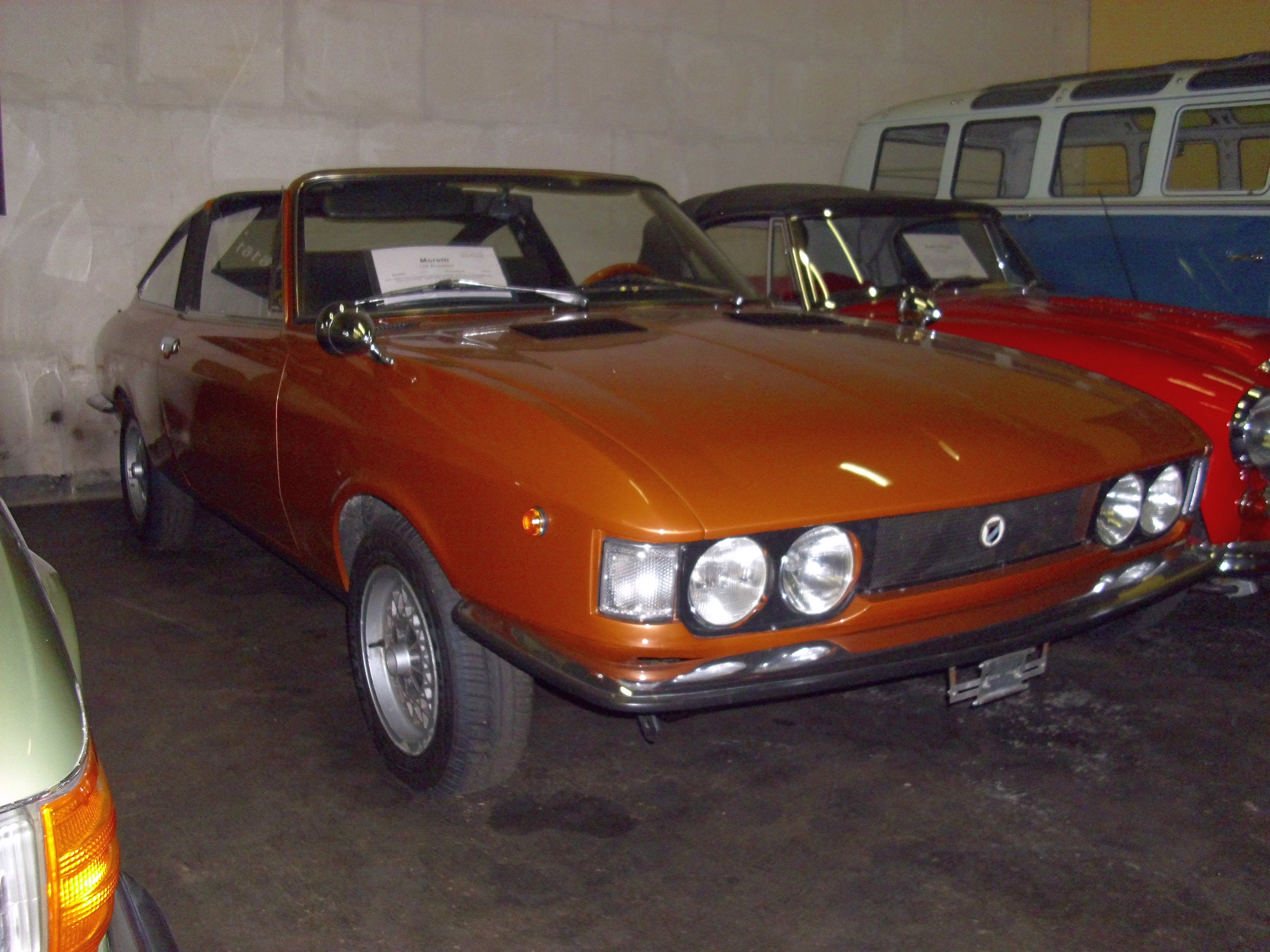
Una Moretti 128 Roadster del 1971

Le prestazioni erano discrete, simili al modello FIAT dal quale derivava (poteva passare da 0 a 100 km/h in 15 secondi e oltrepassare i 150 km/h).
L'abitabilità era buona per quattro persone e sufficiente per cinque ed il vano bagagli era ampio.
Costruita negli stabilimenti di via Monginevro in maniera semi-artigianale (queste fuoriserie non venivano montate in catena) e in un numero molto limitato di esemplari (meno di un centinaio), aveva una linea elegante ed aggressiva e dava l'impressione di una cilindrata ben maggiore di quella effettiva. Gli interni erano molto curati e potevano essere personalizzati con tanti accessori (volante sportivo, alzacristalli elettrici, selleria in pelle...).
Nel 1969 costava circa 1.500.000 lire, nel 1972 circa 2.000.000 cioè più o meno il doppio dell'utilitaria più in voga ai tempi, la Fiat 127.
Insieme alla Roadster fu presentata anche la Coupé (con la stessa meccanica ed estetica ma col tetto fisso) che venne prodotta in un numero molto superiore di esemplari, buona parte dei quali finirono all'estero.
Nel 1975 i due modelli furono oggetto di un lieve restyling (nuovi paraurti neri, più ampi) e dotati del motore 1290 cmc - 60 CV di cui era dotata la contemporanea berlina Special.